# Émile Lahoud
Émile Geamil Lahoud, em árabe اميل لحود, (Beirute, 12 de Janeiro de 1936) é um militar e político libanês. Foi presidente do Líbano de 24 de novembro de 1998 a 23 de novembro de 2007. De fé cristã maronita, é filho do general Jamil Lahoud, um dos líderes da independência libanesa.